# Patinação artística nos Jogos Olímpicos de Inverno de 2014 – Equipes
O evento por equipes da patinação artística nos Jogos Olímpicos de Inverno de 2014 foi realizado no Iceberg Skating Palace, em Sóchi, Rússia. O programa curto foi disputado nos dias 6 e 7 de fevereiro e a patinação e dança livre nos dias 8 e 9 de fevereiro.

## Medalhistas
|  | RUS Rússia |  | CAN Canadá |  | USA Estados Unidos                                                                                           |
|  | Julia Lipnitskaia Evgeni Plushenko Ksenia Stolbova Fedor Klimov Tatiana Volosozhar Maxim Trankov Elena Ilinykh Nikita Katsalapov Ekaterina Bobrova Dmitri Soloviev |  | Kaetlyn Osmond Kevin Reynolds Patrick Chan Kirsten Moore-Towers Dylan Moscovitch Meagan Duhamel Eric Radford Tessa Virtue Scott Moir |  | Gracie Gold Ashley Wagner Jason Brown Jeremy Abbott Marissa Castelli Simon Shnapir Meryl Davis Charlie White |

## Programação
Horário local (UTC+4).
| Data           | Horário | Evento                    |
| -------------- | ------- | ------------------------- |
| 6 de fevereiro | 19:30   | Programa curto masculino  |
| 6 de fevereiro | 19:30   | Programa curto em duplas  |
| 8 de fevereiro | 18:30   | Dança obrigatória         |
| 8 de fevereiro | 18:30   | Programa curto feminino   |
| 8 de fevereiro | 18:30   | Patinação livre em duplas |
| 9 de fevereiro | 19:30   | Patinação livre masculino |
| 9 de fevereiro | 19:30   | Dança livre               |
| 9 de fevereiro | 19:30   | Patinação livre feminino  |

## Participantes
| País               | Masculino                    | Feminino                           | Duplas                                                                | Dança no gelo                                                         |
| ------------------ | ---------------------------- | ---------------------------------- | --------------------------------------------------------------------- | --------------------------------------------------------------------- |
| CAN Canadá         | Patrick Chan Kevin Reynolds  | Kaetlyn Osmond                     | Meagan Duhamel / Eric Radford Kirsten Moore-Towers / Dylan Moscovitch | Tessa Virtue / Scott Moir                                             |
| CHN China          | Yan Han                      | Zhang Kexin                        | Peng Cheng / Zhang Hao                                                | Huang Xintong / Zheng Xun                                             |
| FRA França         | Florent Amodio               | Maé-Bérénice Méité                 | Vanessa James / Morgan Ciprès                                         | Nathalie Péchalat / Fabian Bourzat                                    |
| GER Alemanha       | Peter Liebers                | Nathalie Weinzierl                 | Maylin Wende / Daniel Wende                                           | Nelli Zhiganshina / Alexander Gazsi                                   |
| GBR Grã-Bretanha   | Matthew Parr                 | Jenna McCorkell                    | Stacey Kemp / David King                                              | Penny Coomes / Nicholas Buckland                                      |
| ITA Itália         | Paul Bonifacio Parkinson     | Carolina Kostner Valentina Marchei | Stefania Berton / Ondřej Hotárek                                      | Anna Cappellini / Luca Lanotte Charlène Guignard / Marco Fabbri       |
| JPN Japão          | Yuzuru Hanyu Tatsuki Machida | Mao Asada Akiko Suzuki             | Narumi Takahashi / Ryuichi Kihara                                     | Cathy Reed / Chris Reed                                               |
| RUS Rússia         | Evgeni Plushenko             | Julia Lipnitskaia                  | Tatiana Volosozhar / Maxim Trankov Ksenia Stolbova / Fedor Klimov     | Ekaterina Bobrova / Dmitri Soloviev Elena Ilinykh / Nikita Katsalapov |
| UKR Ucrânia        | Yakov Godorozha              | Natalia Popova                     | Julia Lavrentieva / Yuri Rudyk                                        | Siobhan Heekin-Canedy / Dmitri Dun                                    |
| USA Estados Unidos | Jeremy Abbott Jason Brown    | Ashley Wagner Gracie Gold          | Marissa Castelli / Simon Shnapir                                      | Meryl Davis / Charlie White                                           |

## Resultados

### Programas curtos

#### Masculino
| Pos. | Atleta                       | TSS   | TES   | PCS   | SS   | TR   | PE   | CH   | IN   | Ded   | StN | Pts. |
| ---- | ---------------------------- | ----- | ----- | ----- | ---- | ---- | ---- | ---- | ---- | ----- | --- | ---- |
| 1    | JPN Yuzuru Hanyu             | 97.98 | 52.55 | 45.43 | 9.18 | 8.96 | 9.11 | 9.04 | 9.14 | 0.00  | 10  | 10   |
| 2    | RUS Evgeni Plushenko         | 91.39 | 48.18 | 43.21 | 8.75 | 7.93 | 8.96 | 8.64 | 8.93 | 0.00  | 4   | 9    |
| 3    | CAN Patrick Chan             | 89.71 | 44.03 | 45.68 | 9.21 | 9.11 | 9.00 | 9.11 | 9.25 | 0.00  | 9   | 8    |
| 4    | CHN Yan Han                  | 85.52 | 46.59 | 38.93 | 8.14 | 7.50 | 7.68 | 7.79 | 7.82 | 0.00  | 7   | 7    |
| 5    | FRA Florent Amodio           | 79.93 | 40.86 | 39.07 | 7.93 | 7.18 | 8.11 | 7.71 | 8.14 | 0.00  | 8   | 6    |
| 6    | GER Peter Liebers            | 79.61 | 43.50 | 36.11 | 7.29 | 7.07 | 7.18 | 7.32 | 7.25 | 0.00  | 6   | 5    |
| 7    | USA Jeremy Abbott            | 65.65 | 27.22 | 39.43 | 8.00 | 7.75 | 7.64 | 8.11 | 7.93 | −1.00 | 5   | 4    |
| 8    | UKR Yakov Godorozha          | 60.51 | 32.26 | 28.25 | 5.82 | 5.46 | 5.68 | 5.61 | 5.68 | 0.00  | 3   | 3    |
| 9    | GBR Matthew Parr             | 57.40 | 29.71 | 27.69 | 5.68 | 5.36 | 5.61 | 5.54 | 5.50 | 0.00  | 1   | 2    |
| 10   | ITA Paul Bonifacio Parkinson | 53.94 | 28.08 | 27.86 | 5.71 | 5.11 | 5.68 | 5.57 | 5.79 | −2.00 | 2   | 1    |

#### Duplas
| Pos. | Atleta                                 | TSS   | TES   | PCS   | SS   | TR   | PE   | CH   | IN   | Ded   | StN | Pts. |
| ---- | -------------------------------------- | ----- | ----- | ----- | ---- | ---- | ---- | ---- | ---- | ----- | --- | ---- |
| 1    | RUS Tatiana Volosozhar / Maxim Trankov | 83.79 | 45.10 | 38.69 | 9.57 | 9.39 | 9.68 | 9.86 | 9.86 | 0.00  | 10  | 10   |
| 2    | CAN Meagan Duhamel / Eric Radford      | 73.10 | 41.30 | 31.80 | 7.86 | 7.96 | 8.00 | 7.96 | 7.96 | 0.00  | 8   | 9    |
| 3    | CHN Peng Cheng / Zhang Hao             | 71.01 | 40.97 | 30.04 | 7.61 | 7.29 | 7.54 | 7.50 | 7.61 | 0.00  | 5   | 8    |
| 4    | ITA Stefania Berton / Ondřej Hotárek   | 70.31 | 38.43 | 31.88 | 7.89 | 7.75 | 8.04 | 8.00 | 8.18 | 0.00  | 9   | 7    |
| 5    | USA Marissa Castelli / Simon Shnapir   | 64.25 | 34.99 | 29.26 | 7.32 | 7.11 | 7.39 | 7.32 | 7.43 | 0.00  | 6   | 6    |
| 6    | GER Maylin Wende / Daniel Wende        | 60.82 | 33.80 | 27.02 | 6.79 | 6.50 | 6.89 | 6.71 | 6.89 | 0.00  | 4   | 5    |
| 7    | FRA Vanessa James / Morgan Ciprès      | 57.45 | 30.36 | 28.09 | 7.11 | 6.89 | 6.93 | 7.11 | 7.07 | −1.00 | 7   | 4    |
| 8    | JPN Narumi Takahashi / Ryuichi Kihara  | 46.56 | 25.13 | 21.43 | 5.50 | 5.04 | 5.39 | 5.50 | 5.36 | 0.00  | 1   | 3    |
| 9    | UKR Julia Lavrentieva / Yuri Rudyk     | 46.34 | 25.27 | 21.07 | 5.32 | 5.04 | 5.32 | 5.36 | 5.29 | 0.00  | 3   | 2    |
| 10   | GBR Stacey Kemp / David King           | 44.70 | 24.44 | 21.26 | 5.32 | 5.14 | 5.36 | 5.36 | 5.39 | −1.00 | 2   | 1    |

#### Dança no gelo
| Pos. | Atleta                                  | TSS   | TES   | PCS   | SS   | TR   | PE   | CH   | IN   | Ded   | StN | Pts. |
| ---- | --------------------------------------- | ----- | ----- | ----- | ---- | ---- | ---- | ---- | ---- | ----- | --- | ---- |
| 1    | USA Meryl Davis / Charlie White         | 75.98 | 37.07 | 38.91 | 9.64 | 9.54 | 9.86 | 9.75 | 9.82 | 0.00  | 10  | 10   |
| 2    | CAN Tessa Virtue / Scott Moir           | 72.98 | 35.22 | 37.76 | 9.36 | 9.36 | 9.50 | 9.46 | 9.50 | 0.00  | 9   | 9    |
| 3    | RUS Ekaterina Bobrova / Dmitri Soloviev | 70.27 | 34.22 | 36.05 | 9.00 | 8.75 | 9.18 | 8.89 | 9.18 | 0.00  | 8   | 8    |
| 4    | FRA Nathalie Péchalat / Fabian Bourzat  | 69.15 | 34.50 | 34.65 | 8.64 | 8.54 | 8.82 | 8.64 | 8.68 | 0.00  | 6   | 7    |
| 5    | ITA Anna Cappellini / Luca Lanotte      | 64.92 | 31.00 | 33.92 | 8.39 | 8.29 | 8.54 | 8.61 | 8.54 | 0.00  | 7   | 6    |
| 6    | GER Nelli Zhiganshina / Alexander Gazsi | 58.04 | 29.78 | 28.26 | 7.11 | 6.71 | 7.39 | 7.21 | 6.93 | 0.00  | 4   | 5    |
| 7    | GBR Penny Coomes / Nicholas Buckland    | 52.93 | 24.01 | 29.92 | 7.36 | 7.29 | 7.57 | 7.57 | 7.57 | −1.00 | 5   | 4    |
| 8    | JPN Cathy Reed / Chris Reed             | 52.00 | 25.86 | 26.14 | 6.57 | 6.29 | 6.75 | 6.43 | 6.61 | 0.00  | 3   | 3    |
| 9    | UKR Siobhan Heekin-Canedy / Dmitri Dun  | 49.19 | 25.79 | 23.40 | 5.93 | 5.75 | 5.75 | 6.11 | 5.71 | 0.00  | 2   | 2    |
| 10   | CHN Huang Xintong / Zheng Xun           | 47.88 | 23.64 | 24.24 | 6.21 | 5.86 | 6.14 | 6.14 | 5.96 | 0.00  | 1   | 1    |

#### Feminino
| Pos. | Atleta                 | TSS   | TES   | PCS   | SS   | TR   | PE   | CH   | IN   | Ded   | StN | Pts. |
| ---- | ---------------------- | ----- | ----- | ----- | ---- | ---- | ---- | ---- | ---- | ----- | --- | ---- |
| 1    | RUS Julia Lipnitskaia  | 72.90 | 39.39 | 33.51 | 8.43 | 8.07 | 8.43 | 8.54 | 8.43 | 0.00  | 8   | 10   |
| 2    | ITA Carolina Kostner   | 70.84 | 35.92 | 34.92 | 8.64 | 8.36 | 8.86 | 8.75 | 9.04 | 0.00  | 10  | 9    |
| 3    | JPN Mao Asada          | 64.07 | 31.25 | 33.82 | 8.54 | 8.14 | 8.39 | 8.50 | 8.71 | −1.00 | 9   | 8    |
| 4    | USA Ashley Wagner      | 63.10 | 32.16 | 30.94 | 7.86 | 7.46 | 7.68 | 7.75 | 7.93 | 0.00  | 7   | 7    |
| 5    | CAN Kaetlyn Osmond     | 62.54 | 33.86 | 28.68 | 7.04 | 6.96 | 7.21 | 7.18 | 7.46 | 0.00  | 1   | 6    |
| 6    | FRA Maé-Bérénice Méité | 55.45 | 29.75 | 25.70 | 6.46 | 6.18 | 6.43 | 6.43 | 6.64 | 0.00  | 6   | 5    |
| 7    | CHN Zhang Kexin        | 54.58 | 31.75 | 22.83 | 6.04 | 5.39 | 5.71 | 5.79 | 5.61 | 0.00  | 2   | 4    |
| 8    | UKR Natalia Popova     | 53.44 | 27.95 | 25.49 | 6.54 | 6.11 | 6.30 | 6.32 | 6.39 | 0.00  | 4   | 3    |
| 9    | GER Nathalie Weinzierl | 52.16 | 28.21 | 24.95 | 6.36 | 5.93 | 6.25 | 6.29 | 6.36 | −1.00 | 5   | 2    |
| 10   | GBR Jenna McCorkell    | 50.09 | 26.48 | 23.61 | 5.93 | 5.57 | 6.11 | 5.86 | 6.04 | 0.00  | 3   | 1    |

### Programas livres

#### Duplas
| Pos. | Atleta                                      | TSS    | TES   | PCS   | SS   | TR   | PE   | CH   | IN   | Ded   | StN | Pts. |
| ---- | ------------------------------------------- | ------ | ----- | ----- | ---- | ---- | ---- | ---- | ---- | ----- | --- | ---- |
| 1    | RUS Ksenia Stolbova / Fedor Klimov          | 135.09 | 67.03 | 68.06 | 8.39 | 8.29 | 8.57 | 8.61 | 8.68 | 0.00  | 5   | 10   |
| 2    | CAN Kirsten Moore-Towers / Dylan Moscovitch | 129.74 | 64.89 | 64.85 | 8.14 | 7.82 | 8.25 | 8.11 | 8.21 | 0.00  | 4   | 9    |
| 3    | ITA Stefania Berton / Ondřej Hotárek        | 120.82 | 60.45 | 61.37 | 7.71 | 7.46 | 7.61 | 7.75 | 7.82 | −1.00 | 3   | 8    |
| 4    | USA Marissa Castelli / Simon Shnapir        | 117.94 | 60.27 | 58.67 | 7.32 | 7.21 | 7.39 | 7.32 | 7.43 | −1.00 | 2   | 7    |
| 5    | JPN Narumi Takahashi / Ryuichi Kihara       | 86.33  | 43.86 | 42.47 | 5.54 | 5.04 | 5.36 | 5.29 | 5.32 | 0.00  | 1   | 6    |

#### Masculino
| Pos. | Atleta                       | TSS    | TES   | PCS   | SS   | TR   | PE   | CH   | IN   | Ded   | StN | Pts. |
| ---- | ---------------------------- | ------ | ----- | ----- | ---- | ---- | ---- | ---- | ---- | ----- | --- | ---- |
| 1    | RUS Evgeni Plushenko         | 168.20 | 81.48 | 86.72 | 8.75 | 7.54 | 9.14 | 8.79 | 9.14 | 0.00  | 4   | 10   |
| 2    | CAN Kevin Reynolds           | 167.92 | 89.00 | 78.92 | 7.93 | 7.64 | 8.00 | 7.96 | 7.93 | 0.00  | 3   | 9    |
| 3    | JPN Tatsuki Machida          | 165.85 | 83.13 | 82.72 | 8.32 | 7.82 | 8.32 | 8.36 | 8.54 | 0.00  | 5   | 8    |
| 4    | USA Jason Brown              | 153.67 | 75.45 | 79.22 | 7.79 | 7.82 | 7.93 | 7.96 | 8.11 | -1.00 | 2   | 7    |
| 5    | ITA Paul Bonifacio Parkinson | 121.23 | 66.97 | 56.26 | 5.89 | 5.21 | 5.75 | 5.57 | 5.71 | -2.00 | 1   | 6    |

#### Feminino
| Pos. | Atleta                | TSS    | TES   | PCS   | SS   | TR   | PE   | CH   | IN   | Ded   | StN | Pts.  |
| ---- | --------------------- | ------ | ----- | ----- | ---- | ---- | ---- | ---- | ---- | ----- | --- | ----- |
| 1    | RUS Julia Lipnitskaia | 141.51 | 71.69 | 69.82 | 8.64 | 8.43 | 8.86 | 8.82 | 8.89 | 0.00  | 5   | 10 SB |
| 2    | USA Gracie Gold       | 129.38 | 68.49 | 61.89 | 7.82 | 7.43 | 7.86 | 7.75 | 7.82 | 0.00  | 2   | 9     |
| 3    | ITA Valentina Marchei | 112.51 | 54.00 | 58.51 | 7.21 | 7.04 | 7.50 | 7.32 | 7.50 | 0.00  | 4   | 8     |
| 4    | JPN Akiko Suzuki      | 112.33 | 49.32 | 63.01 | 8.07 | 7.75 | 7.71 | 7.89 | 7.96 | 0.00  | 3   | 7     |
| 5    | CAN Kaetlyn Osmond    | 110.73 | 54.53 | 57.20 | 7.11 | 6.89 | 7.25 | 7.21 | 7.29 | –1.00 | 1   | 6     |

#### Dança no gelo
| Pos. | Atleta                                | TSS    | TES   | PCS   | SS   | TR   | PE   | CH   | IN   | Ded   | StN | Pts. |
| ---- | ------------------------------------- | ------ | ----- | ----- | ---- | ---- | ---- | ---- | ---- | ----- | --- | ---- |
| 1    | USA Meryl Davis / Charlie White       | 114.34 | 55.80 | 58.54 | 9.64 | 9.61 | 9.96 | 9.89 | 9.82 | 0.00  | 5   | 10   |
| 2    | CAN Tessa Virtue / Scott Moir         | 107.56 | 50.37 | 57.19 | 9.50 | 9.32 | 9.64 | 9.68 | 9.68 | 0.00  | 4   | 9    |
| 3    | RUS Elena Ilinykh / Nikita Katsalapov | 103.48 | 50.36 | 54.12 | 9.00 | 8.68 | 9.25 | 9.25 | 9.18 | -1.00 | 3   | 8    |
| 4    | ITA Charlène Guignard / Marco Fabbri  | 81.25  | 41.33 | 39.92 | 6.71 | 6.43 | 6.75 | 6.82 | 6.71 | 0.00  | 2   | 7    |
| 5    | JPN Cathy Reed / Chris Reed           | 76.34  | 38.13 | 39.21 | 6.54 | 6.32 | 6.68 | 6.75 | 6.54 | -1.00 | 1   | 6    |

### Geral por equipes
| Pos.              | País               | M-SP | P-SP | D-SD | L-SP | P-FS | M-FS | D-FD | L-FD | Pts. |
| ----------------- | ------------------ | ---- | ---- | ---- | ---- | ---- | ---- | ---- | ---- | ---- |
| Medalha de ouro   | RUS Rússia         | 9    | 10   | 8    | 10   | 10   | 10   | 8    | 10   | 75   |
| Medalha de prata  | CAN Canadá         | 8    | 9    | 9    | 6    | 9    | 9    | 9    | 6    | 65   |
| Medalha de bronze | USA Estados Unidos | 4    | 6    | 10   | 7    | 7    | 7    | 10   | 9    | 60   |
| 4                 | ITA Itália         | 1    | 7    | 6    | 9    | 8    | 6    | 7    | 8    | 52   |
| 5                 | JPN Japão          | 10   | 3    | 3    | 8    | 6    | 8    | 6    | 7    | 51   |
| 6                 | FRA França         | 6    | 4    | 7    | 5    | DNQ  | DNQ  | DNQ  | DNQ  | 22   |
| 7                 | CHN China          | 7    | 8    | 1    | 4    | DNQ  | DNQ  | DNQ  | DNQ  | 20   |
| 8                 | GER Alemanha       | 5    | 5    | 5    | 2    | DNQ  | DNQ  | DNQ  | DNQ  | 17   |
| 9                 | UKR Ucrânia        | 3    | 2    | 2    | 3    | DNQ  | DNQ  | DNQ  | DNQ  | 10   |
| 10                | GBR Grã-Bretanha   | 2    | 1    | 4    | 1    | DNQ  | DNQ  | DNQ  | DNQ  | 8    |

Legenda
| Recorde mundial      | Recorde mundial (World record)               |                       | Recorde africano                      | Recorde africano (African) |                                           | Q | Classificado por posição (Qualified) |
| Recorde olímpico     | Recorde olímpico (Olympic record)            | Recorde da América    | Recorde da América (Americas)         | q                          | Classificado por melhor tempo (Qualified) |   |                                      |
| Melhor marca do ano  | Melhor marca do ano (World leading)          | Recorde asiático      | Recorde asiático (Asian)              | DNS                        | Não largou (Did not start)                |   |                                      |
| Recorde nacional     | Recorde nacional (National record)           | Recorde europeu       | Recorde europeu (European)            | DNF                        | Não terminou (Did not finish)             |   |                                      |
| Recorde pessoal      | Recorde pessoal do atleta (Personal best)    | Recorde da Oceania    | Recorde da Oceania (Oceania)          | DSQ / DQ                   | Desclassificado (Disqualified)            |   |                                      |
| Recorde da temporada | Recorde da temporada do atleta (Season best) | Recorde sul-americano | Recorde sul-americano (South America) | NM                         | Sem marca (No mark)                       |   |                                      |